# オポチノ・ポド・オルリツキーミ・ホラミ - ドブルシカ線
オポチノ・ポド・オルリツキーミ・ホラミ～ドブルシカ線（チェコ語;Železniční trať Opočno pod Orlickými horami – Dobruška）は、チェコ国鉄の鉄道線の名称である。
1908年、帝立王立国有鉄道の路線として開業した。

## 運行形態[2]
平日の朝のみ、一日1往復の運転。026号線・021号線と直通し、下りがソルニツェ→ドブルシカ、上りがドブルシカ→ティーニシチェ・ナド・オルリチーの運転系統となっている。

## 駅一覧
以下では、チェコ国鉄028号線の駅と営業キロ、停車列車、接続路線などを一覧表で示す。なお、全て各駅停車である。
| 路線名 | 駅名                                         | 駅間営業キロ | 累計営業キロ | 接続路線 | 所在地                     | 所在地                         |
| ------ | -------------------------------------------- | ------------ | ------------ | -------- | -------------------------- | ------------------------------ |
| 028    | ドブルシカ駅                                 | -            | 0.0          |          | フラデツ・クラーロヴェー州 | リフノフ・ナド・クニェジノウ郡 |
| 028    | ドブルシカ・ポリツェ駅（2018年12月以降休止） |              | (2.5)        |          | フラデツ・クラーロヴェー州 | リフノフ・ナド・クニェジノウ郡 |
| 028    | オポチノ・ポド・オルリツキーミ・ホラミ駅     | 5.4          | 5.4          | 026号線  | フラデツ・クラーロヴェー州 | リフノフ・ナド・クニェジノウ郡 |